# Periplo del Ponto Euxino (Arriano)

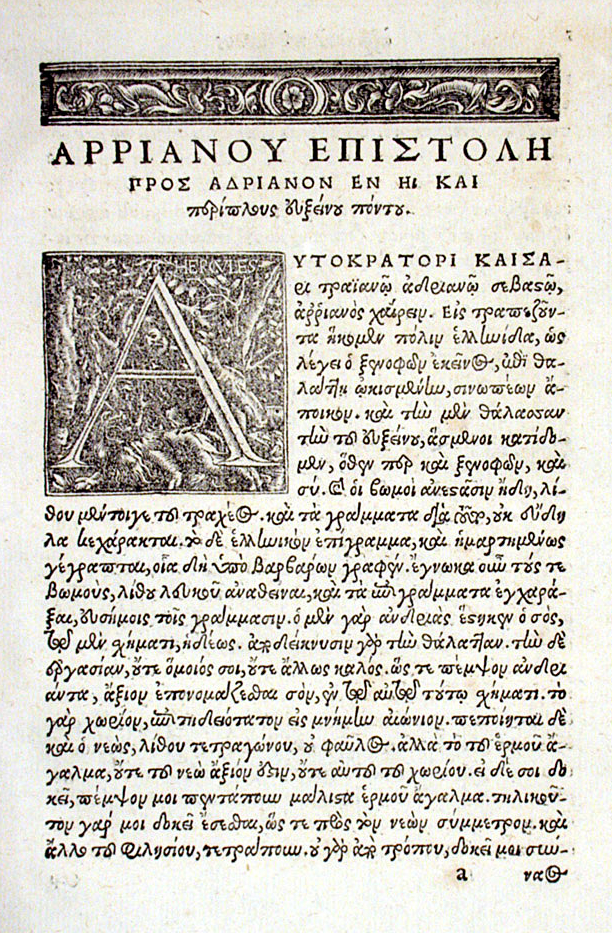
Comienzo del Periplo de Arriano en la editio princeps de Johann Froben y Nicolaus Episcopius (Basilea 1533).

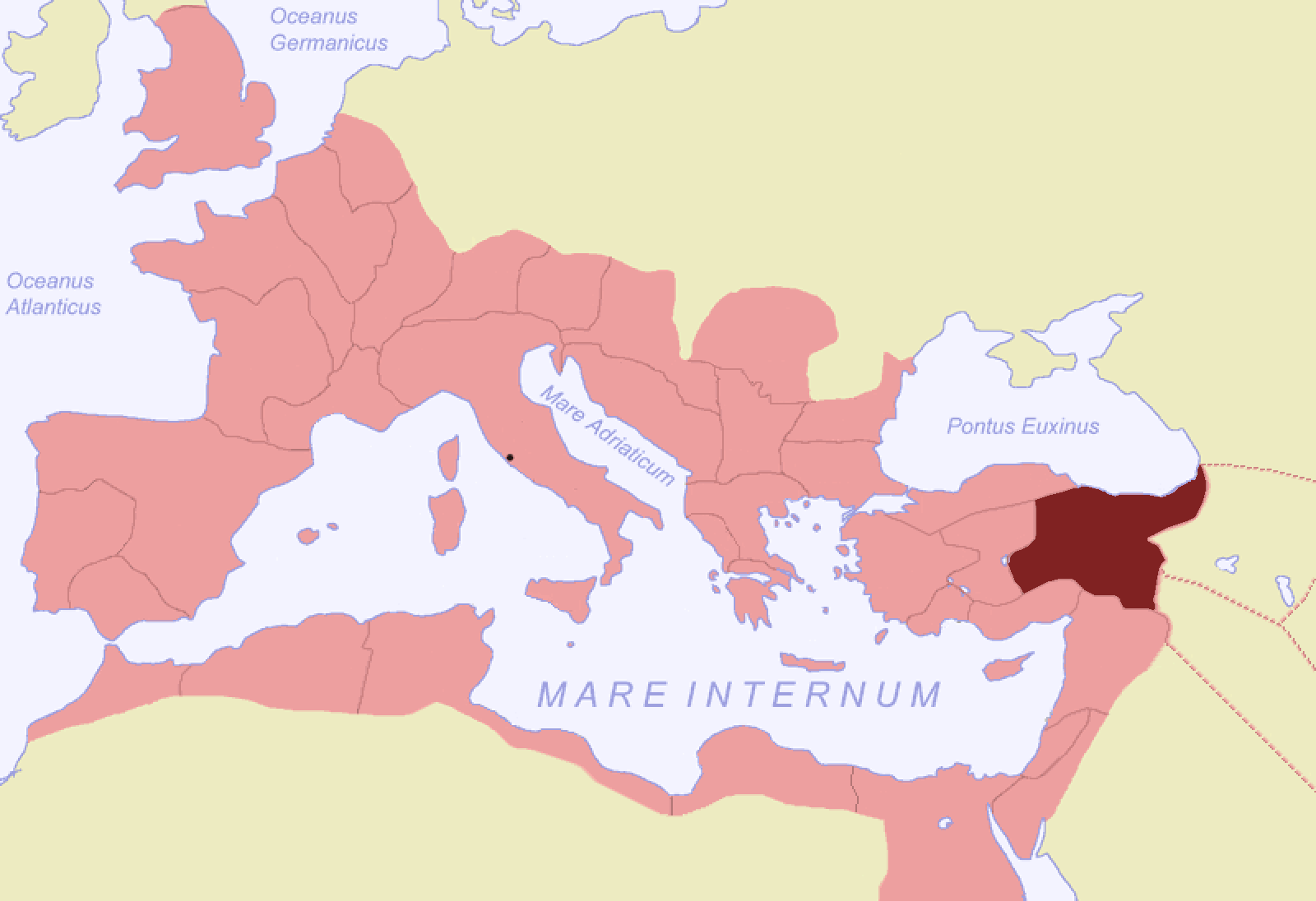
La provincia romana de Capadocia, en la orilla del mar Euxino, de la que fue gobernador Arriano.

Periplus Ponti Euxini (en idioma griego antiguo, Περίπλους του Ευξείνου Πόντου; en español, El periplo del Ponto Euxino) es un periplo o guía marítima detallando los lugares que se encuentran al viajar por la costa del mar Negro. Fue escrito por Arriano de Nicomedia hacia el año 130-131.
Está en forma de carta, de su autor al emperador Adriano en Roma, que concedía especial importancia a la investigación geográfica, y visitó en persona una gran parte de sus extensos dominios. Contiene un levantamiento topográfico preciso de las costas del Ponto (mar Negro), desde  Trebizonda a Bizancio, y fue escrito probablemente mientras Arriano celebraba su cargo como legado de Capadocia, un poco antes del estallido de la guerra contra los alanos; y fue, sin duda, al mismo tiempo que elaboró sus instrucciones para la marcha del ejército romano contra los bárbaros, que se encuentran en un fragmento breve pero imperfecto, anejo al  Techne Taktika, escrito, como él mismo dice, en el año vigésimo del reinado del emperador, y que contiene, después de una breve reseña de los escritores antiguos sobre el mismo tema, una descripción del orden y disposición de un ejército en general.
Su objetivo era informar al emperador de la «disposición de la tierra» y proporcionar información necesaria, como las distancias entre las ciudades y los lugares que ofrecían puerto seguro para los barcos en una tormenta en la eventualidad de que Adriano tuviera que montar una expedición militar a la región.
El Periplo contiene, según la expresión epigramática de Gibbon en su capítulo 42, «todo lo que el gobernador del Ponto había visto desde Trebisonda a Dioscurias; todo lo que había oído hablar, desde Dioscurias al Danubio, y todo lo que sabía, desde el Danubio hasta Trebisonda». Así, mientras que Arriano da mucha información sobre el lado sur y el este del Ponto, al abordar en su descripción la costa septentrional los intervalos entre lugares son mayores y atiende menos a sus medidas.